# Zenobia (pel·lícula)
Zenobia (també coneguda com a Elephants Never Forget (al Regne Unit) i It's Spring Again) és una pel·lícula de comèdia estatunidenca de 1939 dirigida per Gordon Douglas i protagonitzada per Oliver Hardy, Harry Langdon, Alice Brady i Hattie McDaniel. La font de la pel·lícula va ser el relat de 1891 "Zenobia's Infidelity" de H.C. Bunner, que va ser comprat originalment pel productor Hal Roach.

## Argument
El 1870, el doctor Henry Tibbett, un metge del Mississipí, és cridat per un entrenador de circ ambulant per curar el seu elefant malalt. Després que el metge guareixi la bèstia, aquesta, agraïda, s'enganxa tant a ell que comença a seguir-lo a tot arreu. Això porta a l'entrenador a demandar al Dr. Tibbett per alienació d'afecte.
La presència de l'elefant també posa en perill el compromís de la filla del Dr.Tibbett, Mary, amb el fill de la destacada família Carter, que són esnobs socials que busquen una excusa per cancel·lar el casament.
Les coses es resolen amb satisfacció de tothom quan es descobreix que l'elefant "mascle" està embarassada; i el Dr.Tibbett ajuda a oferir un paquiderm sa per a tenir nadons.

## Repartiment
- Oliver Hardy com Dr. Tibbett
- Harry Langdon com Prof. McCrackle
- Billie Burke com Mrs. Tibbett
- Alice Brady com Mrs. Carter
- James Ellison com Jeff Carter
- Jean Parker com Mary Tibbett
- June Lang com Virginia
- Olin Howland com advocat Culpepper
- J. Farrell MacDonald com el jutge
- Stepin Fetchit com Zero
- Hattie McDaniel com Dehlia
- Philip Hurlic com Zeke
- Hobart Cavanaugh com Mr. Dover
- Clem Bevans com el Sheriff
- Robert Dudley com el secretari judicial
- Chester Conklin com granger (sense acreditar)
- Nigel De Brulier com ciutadà (sense acreditar)

## Fons
Zenobia és una de les poques pel·lícules després de l'equip de Laurel i Hardy que presenta Hardy sense Stan Laurel, fruit d'una disputa contractual entre Laurel i el productor Hal Roach, que mantenien contractes separats per a cada intèrpret, en lloc d'un contracte d'equip, que els hauria ofert més control sobre les seves carreres. Zenobia va ser l'intent de Roach de crear una nova parella còmica sense Laurel, i es va planificar una sèrie de pel·lícules amb Hardy i Langdon. La disputa va ser de curta durada, ja que Laurel i Hardy es van reunir poc després.

## Recepció
La pel·lícula va tenir un mal rendiment a la taquilla. United Artists fins i tot va tenir problemes per reservar la pel·lícula als cinemes.
The New York Times va escriure el 15 de maig de 1939 que la pel·lícula:
"...[va ser] una idea aproximada del que passaria amb Allò que el vent s'endugué si Hal Roach l'hagués produït... un romanç de disfresses d'abans de la guerra en slapstick, en què un elefant adopta Oliver Hardy i, segons sembla, Harry Langdon ha adoptat els avantatges d'associació que abans es reservaven a Stan Laurel".
Aleshores, jugant amb el potencial d'un nou equip de comèdia de Hardy i Langdon, el crític va dir:
"El rostre pàl·lid i bellament en blanc de Harry Langdon... probablement ja ha excitat la gelosia professional del Sr. Laurel".

## En la cultura popular
La pel·lícula s'esmenta amb força freqüència (coneguda com "la pel·lícula de l'elefant") durant el biopic de El gras i el prim. A la pel·lícula, Laurel va retreure a Hardy per fer la pel·lícula; tanmateix, aquest no va ser el cas a la vida real, ja que va ser el mateix Laurel qui va animar Hardy a continuar als Hal Roach Studios sense ell. Un cop acabat el seu contracte, Hardy es va negar a formar un nou equip amb Langdon, va deixar Roach i va seguir a Laurel fins a la 20th Century Fox.

## Restauració
El stock de nitrats de 35 mm es va restaurar digitalment i es va publicar en DVD el 2018. Les comparacions no restaurades i restaurades de les mateixes escenes apareixen una al costat de l'altra a les "Funcions especials" del menú. Es van eliminar milions d'imperfeccions.

## Música
- La música és de Marvin Hatley, el compositor de "Dance of the Cuckoos", el famós tema principal de Laurel i Hardy.[4]